# Papels
Els papels, també anomenats Moium, Oium, Papei, Pepel o Pelels, són un grup ètnic establit a Guinea Bissau, amb grups petits establits a Casamance (Senegal) i Guinea. La seva població a Guinea Bissau és de 170.000 individus, el 9 % de la població, segons estimacions de 2012. També hi ha uns 7.400 a Senegal i 3.700 a Guinea Tradicionalment viuen de la cacera i l'agricultura.

## Demografia
Els papels viuen tradicionalment al voltant de la ciutat de Bissau, a la regió de Biombo. Estan relacionats lingüísticament amb els manjacs i els mankanyes. Tradicionalment són agricultors i posseeixen una de les terres més aptes per al cultiu d'arròs. Igual que els manjacs, els seus noms són portuguesos (Pereira, Lopes, Veiria, Correia, Monteiro, Ca) a causa de l'ocupació portuguesa del país des de finals del segle xv fins a 1973.
La seva llengua és el papel, que pertany a la família de les llengües nigerocongoleses. El seu nombre de parlants estimats era de 136.000 a Guinea Bissau en.

## Religió
Molts papels són cristians, principalment catòlics, però la gran majoria són animistes. El culte als ancestres és una part important de la seva cultura, com a la majoria de les nacions africanes. Per exemple, després d'una cerimònia d'enterrament celebren el "Toka Chur" uns mesos després del funeral, ja que té prestigi social.

## Papels i política
El general Veríssimo Correia Seabra, antic cap d'estat major assassinat en 2004 i João Bernardo Vieira, antic president de Guinea Bissau assassinat en 2009, eren papels.
Els papels i els balantes es rebel·laren plegats en 1908.